# Lance Larson
Pour les articles homonymes, voir Larson.
Lance Melvin Larson, né le 3 juillet 1940 à Monterey Park (Californie) et mort le 19 janvier 2024 à Orange (Californie), est un nageur américain.

## Carrière sportive
Lors des Jeux olympiques d'été de 1960 disputés à Rome, il a obtenu la médaille d'or au relais 4 × 100 m quatre nages, dont les Américains ont établi le nouveau record du monde. Il a également obtenu l'argent lors du 100 mètres nage libre, à l'issue d'une finale controversée. L'Australien John Devitt a été déclaré vainqueur selon la décision des juges, tandis que le chronomètre de Larson était plus rapide (55.1, 55.1, 55.0 contre 55.2 pour Devitt).
Durant sa carrière, il aura battu cinq records du monde dont celui du 100 m papillon, devenant le premier à descendre sous la minute dans cette épreuve.
Larson a été introduit au International Swimming Hall of Fame en 1980 en tant que Honor Swimmer.

## Palmarès

### Jeux olympiques
- médaille d'or au relais 4 × 100 m quatre nages aux Jeux olympiques de Rome en 1960
- médaille d'argent au 100 m nage libre aux Jeux olympiques de Rome en 1960